# Heterofonia
Heterofonia é um estilo da homofonia na prática do organum primitivo do final do Século IX, na qual uma voz canta a melodia principal e a outra voz segue em moção paralela e simultaneamente a mesma melodia, respeitando o tempo original da melodia da voz principal mas de forma ornamentada (i.e. com intervalos de quarta ou quinta) e hora não ornamentada (ie. duplicando a voz principal). Pode-se haver uma terceira voz, que duplica uma das duas vozes (a principal ou a organalis). Tais variações podem ser notadas ou improvisadas. É o princípio de harmonia, mas ainda sem o movimento de contraponto que caracteriza a polifonia mais tarde.

## Etimologia
Do Grego:

"Hetero", (= diferente) + "fonia" (= som, ou timbre da voz), distingue-se da polifonia em que na polifonia as vozes não seguem movimentos paralelos (ie. os acordes não progridem em blocos verticais, mas em movimento de contraponto.
Trata-se de um procedimento típico das civilizações musicais européias do qual só se tem registro em um tratado anônimo Musica enchiriadis no do final do século IX.